# Того на літніх Олімпійських іграх 2020
Того на літніх Олімпійських іграх 2020 представляли чотири спортсмени в чотирьох видах спорту.